# Геза Надь (шахіст)
Геза Надь (угор. Nagy Géza; нар. 29 грудня 1892, Шаторальяуйхей - 13 серпня 1953, Капошвар) – угорський шахіст, золотий призер шахової олімпіади.

## Шахова кар'єра
1924 року в Дьєрі переміг у міжнародному чемпіонаті Угорщини, випередивши Давида Пшепюрку і Лайоша Асталоша. Представляв свою країну на двох олімпіадах, 1927 року в Лондоні і 1928 року в Гаазі, двічі завоювавши золоті медалі. Провів 30 олімпійських партій, в яких набрав 21 очко. У 1950 році ФІДЕ присудила йому звання міжнародного майстра.
За даними ретроспективного системи Chessmetrics, найсильнішу гру він показував у січні 1925 року, займаючи тоді 21-ше місце у світі.